# Isla de Chira
Die Isla de Chira ist eine Insel Costa Ricas. Sie gehört zur Provinz Puntarenas und bildet einen der 13 Distrikte des Kantons Puntarenas, mit einer Bevölkerung von 1534 nach der Volkszählung des Jahres 2000. Mit einer Fläche von 43 km² ist sie die größte Insel im Golf von Nicoya und abgesehen zweier Binneninseln im Mündungsgebiet des Río San Juan auch die größte von Costa Rica. Der Westen und Süden der Insel sind hügelig, den Nordosten nimmt ein großes Ästuar mit Mangroven ein. Etwa 4000 Menschen leben auf Chira, vorwiegend in drei Dörfern. Wichtigste Einnahmequelle der Bewohner ist die Fischerei, daneben gibt es Projekte für nachhaltige Entwicklung und Tourismus. Erreichbar ist die Insel über eine Bootsverbindung von Puntarenas aus.
Die Insel erreicht ihre größte Höhe von 173 Metern im Westen.